# Жамбил (Алакольський район)
Жамби́л (каз. Жамбыл) — село у складі Алакольського району Жетисуської області Казахстану. Входить до складу Кабанбайського сільського округу.
У радянські часи село мало назву Джамбул..
Населення — 106 осіб (2021; 133 у 2009, 190 у 1999, 334 у 1989).